# Greeniopsis pubescens
Greeniopsis pubescens är en måreväxtart som beskrevs av Elmer Drew Merrill. Greeniopsis pubescens ingår i släktet Greeniopsis och familjen måreväxter. Inga underarter finns listade i Catalogue of Life.